# Hollywood Chainsaw Hookers
Hollywood Chainsaw Hookers é um filme B de comédia de terror, produzido nos Estados Unidos em 1988, escrito por Fred Olen Ray e T.L. Lankford e dirigido por Fred Olen Ray.

## Elenco
- Linnea Quigley ...  Samantha
- Gunnar Hansen ... The Stranger
- Jay Richardson ... Jack Chandler
- Dawn Wildsmith ... Lori
- Michelle Bauer ... Mercedes
- Esther Elise ... Lisa
- Tricia Burns ... Ilsa
- Fox Harris ... Hermie
- Jimmy Williams ... Bo
- Michael Sonye ... Jake The Bartender
- Dennis Mooney ... Mick Harris